# Сафина, Миндигаян Миндиахметовна
Миндигаян Миндиахметовна Сафина (баш. Миңлеғаян Миңлеәхмәт ҡыҙы Сафина; род. 2 июля 1951, д. Абзаево, Кигинский район, Башкирская АССР, РСФСР, СССР) — актриса-кукловод Башкирского государственного театра кукол. Народная артистка Республики Башкортостан (1999). Член Союза театральных деятелей (1980).

## Биография
Миндигаян Миндиахметовна Сафина родилась 2 июля 1951 года в д. Абзаево Кигинского района Башкирской АССР.
В 1974 году окончила Уфимское училище искусств (педагог К. Ф. Гадельшин).
По окончании училища работала в Башкирском государственном театре кукол. Имеет амплуа актрисы-травести.

## Роли в спектаклях
Салават («Бөркөт балаһы ҡанат йәйә» — «Орлёнок учится летать» А. С. Фаткуллина), принц Жак («Итекле бесәй» — «Кот в сапогах» М. Алтухова по одноимённой сказке Ш. Перро), Нуретдин («Нуретдин — золотые руки» Г. Абакарова), Ильсур, Мансур («Әлдермештән Әлмәндәр» — «Альмандар из деревни Альдермеш» Т. Г. Миннуллина), Шайхаттар («Хыял күпере» — «Мост мечты» по повести М. Карима «Оҙон-оҙаҡ бала саҡ»), царевна Будур («Аладдиндың серле лампаһы» — «Волшебная лампа Аладдина» Н. В. Гернет).

## Награды и звания
- Заслуженная артистка Башкирской АССР (1987)
- Народная артистка Республики Башкортостан (1999)